# Course en ligne féminine aux championnats d'Europe de cyclisme sur route 2019
La course en ligne féminine des championnats d'Europe de cyclisme sur route 2019 a lieu le 10 août 2019 à Alkmaar, aux Pays-Bas.  Elle est remportée par la Néerlandaise Amy Pieters.

## Favorites
Les favorites sont les sprinteuses Marta Bastianelli, vainqueur sortante, Lorena Wiebes qui vient de remporter la RideLondon-Classique. Kirsten Wild et Marianne Vos, également dans l'équipe des Pays-Bas, peuvent servir de joker.

## Récit de la course
La météo est ensoleillée mais extrêmement venteuse. Dès le départ, l'équipe des Pays-Bas imprime un rythme très élevé qui provoque une importante sélection. Ses coureuses attaquent tour à tour. L'attaque d'Amy Pieters est la bonne. Elle emmène avec elle Lisa Klein et Elena Cecchini. Leur bonne coopération leur permet de compter deux minutes d'avance à vingt kilomètres de l'arrivée. Le peloton derrière étant sérieusement réduit par le vent semble alors incapable de revenir. De manière surprenante, la formation néerlandaise se met alors à mener la chasse de manière très appuyée avec notamment un relais de Marianne Vos. L'écart tombe alors sous la minute. Au dix kilomètres, de manière aussi soudaine, les Néerlandaises cessent de mener la poursuite, l'écart remonte. Les trois coureuses se disputent la victoire au sprint. Avec un vent très défavorable dans la dernière ligne droite, Amy Pieters produit son accélération aux deux cents mètres. Elena Cecchini ne peut que la suivre, tandis que Lisa Klein prend la troisième place.

## Classement
| \| Classement général \| Classement général \| Classement général \| Classement général \| Classement général \| \| Coureur \| Coureur \| Pays \| Équipe \| Temps \| \| ------------------ \| ------------------ \| ------------------ \| ------------------ \| ------------------ \| \| 1re \| Amy Pieters \| Pays-Bas \| Pays-Bas \| 2 h 56 min 03 s \| \| 2e \| Elena Cecchini \| Italie \| Italie \| + 1 s \| \| 3e \| Lisa Klein \| Allemagne \| Allemagne \| + 1 s \| \| 4e \| Lorena Wiebes \| Pays-Bas \| Pays-Bas \| + 26 s \| \| 5e \| Alice Barnes \| Royaume-Uni \| Grande-Bretagne \| + 26 s \| \| 6e \| Kirsten Wild \| Pays-Bas \| Pays-Bas \| + 26 s \| \| 7e \| Lisa Brennauer \| Allemagne \| Allemagne \| + 27 s \| \| 8e \| Susanne Andersen \| Norvège \| Norvège \| + 27 s \| \| 9e \| Christine Majerus \| Luxembourg \| Luxembourg \| + 27 s \| \| 10e \| Rasa Leleivytė \| Lituanie \| Lituanie \| + 27 s \| |                   |             |                 |                 |
| |                   |             |                 |                 |
| Source : Cycling Quotient |                   |             |                 |                 |
| Classement général |                   |             |                 |                 |
| Coureur | Coureur           | Pays        | Équipe          | Temps           |
| 1re | Amy Pieters       | Pays-Bas    | Pays-Bas        | 2 h 56 min 03 s |
| 2e | Elena Cecchini    | Italie      | Italie          | + 1 s           |
| 3e | Lisa Klein        | Allemagne   | Allemagne       | + 1 s           |
| 4e | Lorena Wiebes     | Pays-Bas    | Pays-Bas        | + 26 s          |
| 5e | Alice Barnes      | Royaume-Uni | Grande-Bretagne | + 26 s          |
| 6e | Kirsten Wild      | Pays-Bas    | Pays-Bas        | + 26 s          |
| 7e | Lisa Brennauer    | Allemagne   | Allemagne       | + 27 s          |
| 8e | Susanne Andersen  | Norvège     | Norvège         | + 27 s          |
| 9e | Christine Majerus | Luxembourg  | Luxembourg      | + 27 s          |
| 10e | Rasa Leleivytė    | Lituanie    | Lituanie        | + 27 s          |